# Aztekium
Aztekium Boed. – rodzaj sukulentów z rodziny kaktusowatych. Należą do niego 2 gatunki. Przedstawiciele występują tylko w Meksyku na obszarze Sierra Madre Wschodniej, w obrębie stanu Nuevo León.

## Systematyka
Pozycja systematyczna według APweb (aktualizowany system APG III z 2009)
Należy do rodziny kaktusowatych (Cactaceae) Juss., która jest jednym z kladów w obrębie rzędu goździkowców (Caryophyllales)  i klasy roślin okrytonasiennych. W obrębie kaktusowatych należy do plemienia Cacteae, podrodziny Cactoideae.
Pozycja w systemie Reveala (1993-1999)
Gromada okrytonasienne (Magnoliophyta Cronquist), podgromada Magnoliophytina Frohne & U. Jensen ex Reveal, klasa Rosopsida Batsch, podklasa goździkowe (Caryophyllidae Takht.), nadrząd  Caryophyllanae Takht.,  rząd goździkowce (Caryophyllales Perleb), podrząd Cactineae Bessey in C.K. Adams, rodzina kaktusowate (Cactaceae Juss.), rodzaj Aztekium Boed. 
Gatunki
Pierwszy przedstawiciel rodzaju został opisany przez Friedricha Boedekera w 1928 r. jako Echinocactus ritteri,  z nazwą nadaną na cześć Friedricha Rittera. Następnie w 1929 r. Boedeker wydzielił rodzaj monotypowy Aztekium, z  gatunkiem Aztekium ritteri. W 1991 r. opisany został drugi gatunek Aztekium hintonii, odnaleziony w stanie Nuevo León przez G. S. Hintona. Od tamtej pory do rodzaju zalicza się gatunki:
- Aztekium hintonii Glass & W.A.Fitz Maur.
- Aztekium ritteri (Boed.) Boed.